# Аль-Каламави, Сухайр
Суха́йр аль-Каламави́ (араб. سهير القلماوي‎; 20  июля 1911, Танта, Египетский хедиват, Османская империя — 4 мая 1997, Каир, Египет) — египетский филолог, писательница, литературовед и борец за права женщин. Первая женщина — доктор филологических наук в Египте. Занимала должности декана факультета арабской филологии Каирского университета и главы Союза феминисток Египта и Лиги выпускниц арабских университетов.

## Ранние годы и образование
Родилась в Танте 20 июля 1911 года в курдской семье врача и домохозяйки, в которой поощряли образование девочек. В раннем возрасте, воспользовавшись доступом в родительскую библиотеку, познакомилась с сочинениями Рифаи ат-Тахтави, Тахи Хусейна и Мухаммада ибн Ияса, чьё творчество пробудило в ней желание к занятию литературой. Влияние на формирование личности аль-Каламави оказало национальное движение по борьбе за права женщин, начавшееся в стране после революции 1919 года, лидерами которого были Худа Шаарави и Сафия Загул.
В 1928 году она окончила Американский колледж для девочек со степенью бакалавра и поступила в Университет короля Фуада на факультет арабского языка и литературы, деканом которого в то время был Таха Хусейн. Аль-Каламави, вместе с Аишей Ратиб и Аминой аль-Саид, стала одной из первых женщин, поступивших в высшее учебное заведение в Египте. Она была единственной студенткой на курсе среди четырнадцати студентов. В 1932 году декан факультета назначил её помощником редактора журнала Каирского университета. Таким образом, она стала первой женщиной, получившей работу журналиста в Египте. Во время обучения в университете аль-Каламави также была телеведущей на Египетской радиовещательной службе. Защитив степень магистра гуманитарных наук с работой «Литература хариджитов в эпоху Омейядов», она получила стипендию для продолжения образования в Парижском университете. В 1941 году, защитив диссертацию, посвящённую «Тысяче и одной ночи», аль-Каламави стала первой женщиной, получившей докторскую степень в Каирском университете.

## Карьера
В 1936 году аль-Каламави стала первой женщиной — лектором в Каирском университете, в котором преподавала до конца своей жизни. В 1956 году ей была присвоена профессорская степень. В 1958—1967 годах она занимала место декана факультета арабского языка и литературы Каирского университета, став первой женщиной в Египте, назначенной на эту должность. Аль-Каламави была избрана главой Союза феминисток Египта. В 1959 году она возглавила также Лигу выпускниц арабских университетов. При ней были заложены основы сотрудничества между Египетской федерацией и Международной федерацией университетов. В 1967 году она была поставлена главой Главного управления кино, театра и музыки Египта, а в 1968 году — главой Молодёжного общества культуры.
Вклад аль-Каламави в борьбе за гендерное равноправие заключался не только в литературной и научной деятельности, но и в участии в конференциях арабских женщин, на которых она выступала с докладами на эту тему. В 1960 году её избрали президентом Международной конференции по проблемам женщин. В 1961 году она возглавила первую конференцию по народному искусству. В 1962 году учредила комитет по надзору за палестинскими девушками в университетах, чтобы поддержать палестинцев в Египте.
В 1958—1964 и 1979—1984 годах аль-Каламави была избранным членом парламента Египта. Она также была главой администрации Египетского управления по издательству и информации, где работала над расширением читательской аудитории, поощрением молодых писателей и развитием книжной индустрии. В 1967 году основала Каирскую международную книжную ярмарку — первую международную книжную ярмарку на Ближнем Востоке. В 1967—1971 годах занимала пост президента Главного книжного управления Египта, а в 1982—1985 годах — президента Совета по цензуре в Египте.
С 1935 года периодически публиковались её литературные произведения и издавались книги, включавшие рассказы, литературоведческие и культурологические исследования и переводы.  Скончалась в Каире в мае 1997 года.